# Orgyia dubia
Orgyia (Clethrogyna) dubia (Tauscher, 1806) è un lepidottero appartenente alla famiglia Erebidae, diffuso in Europa, Africa settentrionale e Asia centrale e sud-occidentale.

## Descrizione

### Adulto
La femmina di questa specie è attera e vermiforme, conformemente a quanto osservabile negli altri membri del genere Orgyia.

Il maschio ha invece ali ben sviluppate e funzionali, e nell'insieme ricorda quello di Orgyia josephina; la pagina superiore dell'ala anteriore ha un colore di fondo compreso tra il bianco sporco e il giallo ocra, su cui si stagliano linee brunastre trasversali e ondulate. Una prima linea parte quasi all'altezza della metà della costa e, pur interrompendosi in molti esemplari tra radio e media, prosegue con andamento sinusoidale e larghezza variabile, fino a giungere al margine interno dell'ala, all'incirca in corrispondenza dei due terzi distali. Una seconda linea scura inizia da una macchia triangolare sita in posizione sub-apicale, e prosegue, sempre con andatura zigzagante e margine esterno frangiato, fino ad allargarsi in un'altra macchia triangolare posteriore, di dimensioni più ridotte, quasi all'altezza del tornus. Una terza fascia scura, stavolta in posizione submarginale, segue il percorso del termen, con un bordo interno seghettato che si stempera in un grigiastro carico. Si nota inoltre la presenza di una macchia nerastra pseudo-trapezoidale in posizione post-discale, oltre ad un alone grigiastro dai bordi sfocati, posto all'altezza del quarto basale del margine interno. Va peraltro detto che la larghezza delle macchie e delle linee è alquanto variabile da una sottospecie all'altra. La pagina inferiore ha tonalità giallo-brune, con contrasti meno accentuati. Il termen è contornato da una peluria bianco-giallastra, mentre l'apice è ottuso.

La pagina dorsale dell'ala posteriore presenta una colorazione di fondo gialla, più intensa di quella dell'ala anteriore, ma con una larga fascia nerastra (più o meno marcata nelle diverse sottospecie), che ha inizio nel terzo distale della costa e, correndo lungo tutto il termen, giunge fin quasi all'angolo anale, laddove si stempera nella tonalità di fondo giallastra. Per quello che riguarda la pagina ventrale e la peluria attorno al margine esterno, vale quanto riportato per l'ala anteriore.

Il torace e l'addome sono nerastri, con una peluria bianco-grigiastra, che in alcuni esemplari tende al marroncino.

Nella femmina le ali mancano completamente, mentre torace e addome sono tozzi e giallastri, così da farle assumere nell'insieme un aspetto vermiforme. La lunghezza è di 16 mm, per una larghezza di circa 8 mm.

Le antenne del maschio sono pettinate, gialle, e di una lunghezza pari a circa un terzo della costa. Nella femmina non sono visibili.

Le zampe sono giallastre nel maschio, vestigiali e non funzionanti nella femmina.

L'apertura alare del maschio è compresa tra 18 e 25 mm.

### Uovo
Le uova sono lisce, biancastre e pressoché sferoidali, con l'area micropilare depressa ed un diametro di circa 1,5 mm.

### Larva
Il bruco ha capo piccolo; è cilindrico e molto peloso, come di solito si osserva nelle Lymantriinae. Il colore di fondo della cuticola è un bianco sporco, su cui risaltano macchie nere dorsali, bluastre pseudodorsali e rossastre laterali. I peli sono raggruppati in ciuffi vivacemente colorati di giallo e bianco. È tuttavia molto frequente una forma melanica con capo e corpo nerastri. A maturazione completa, il bruco maschio misura 15–16 mm, e la femmina 25–26 mm.

### Pupa

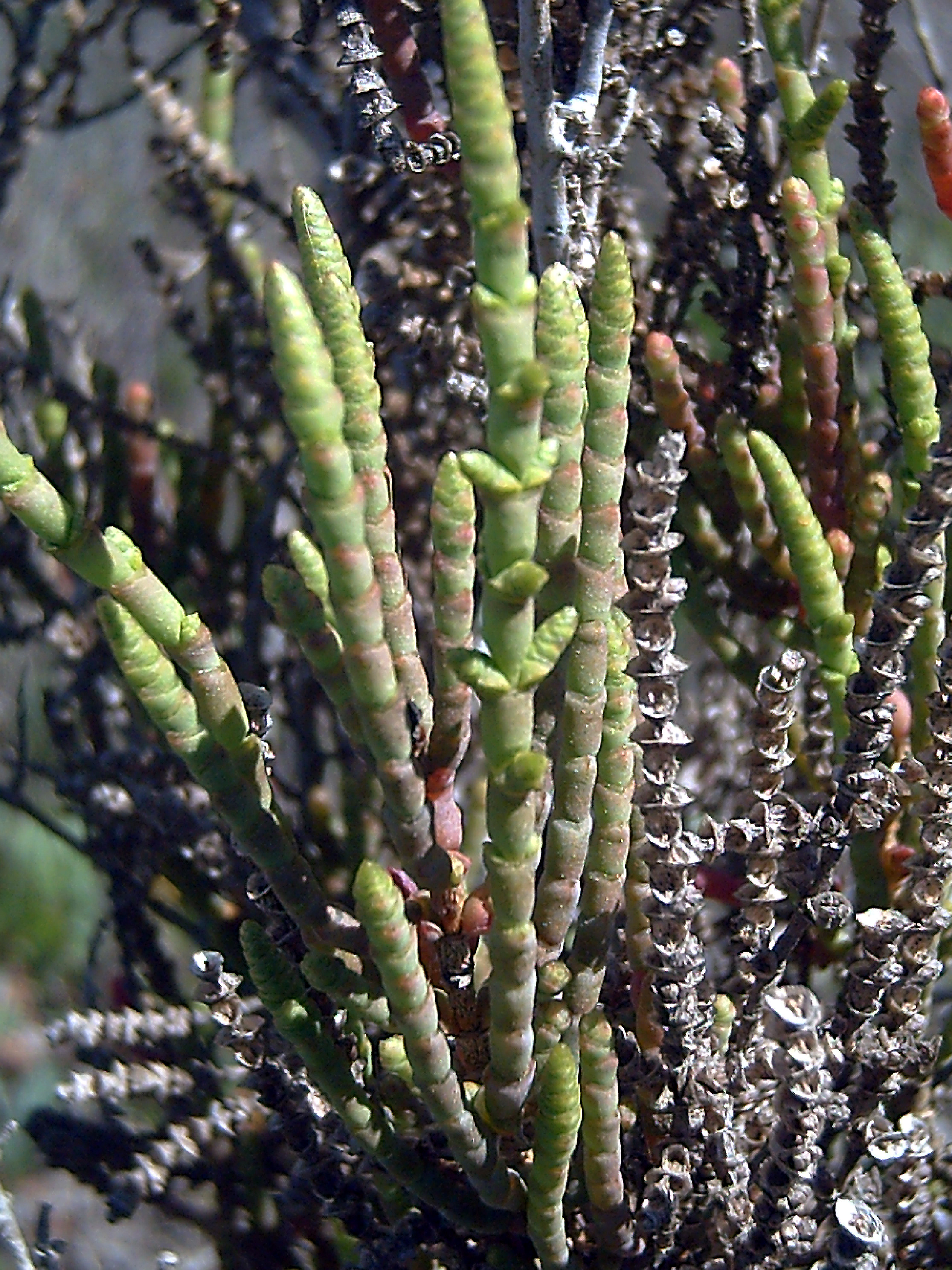
Arthrocnemum macrostachyum

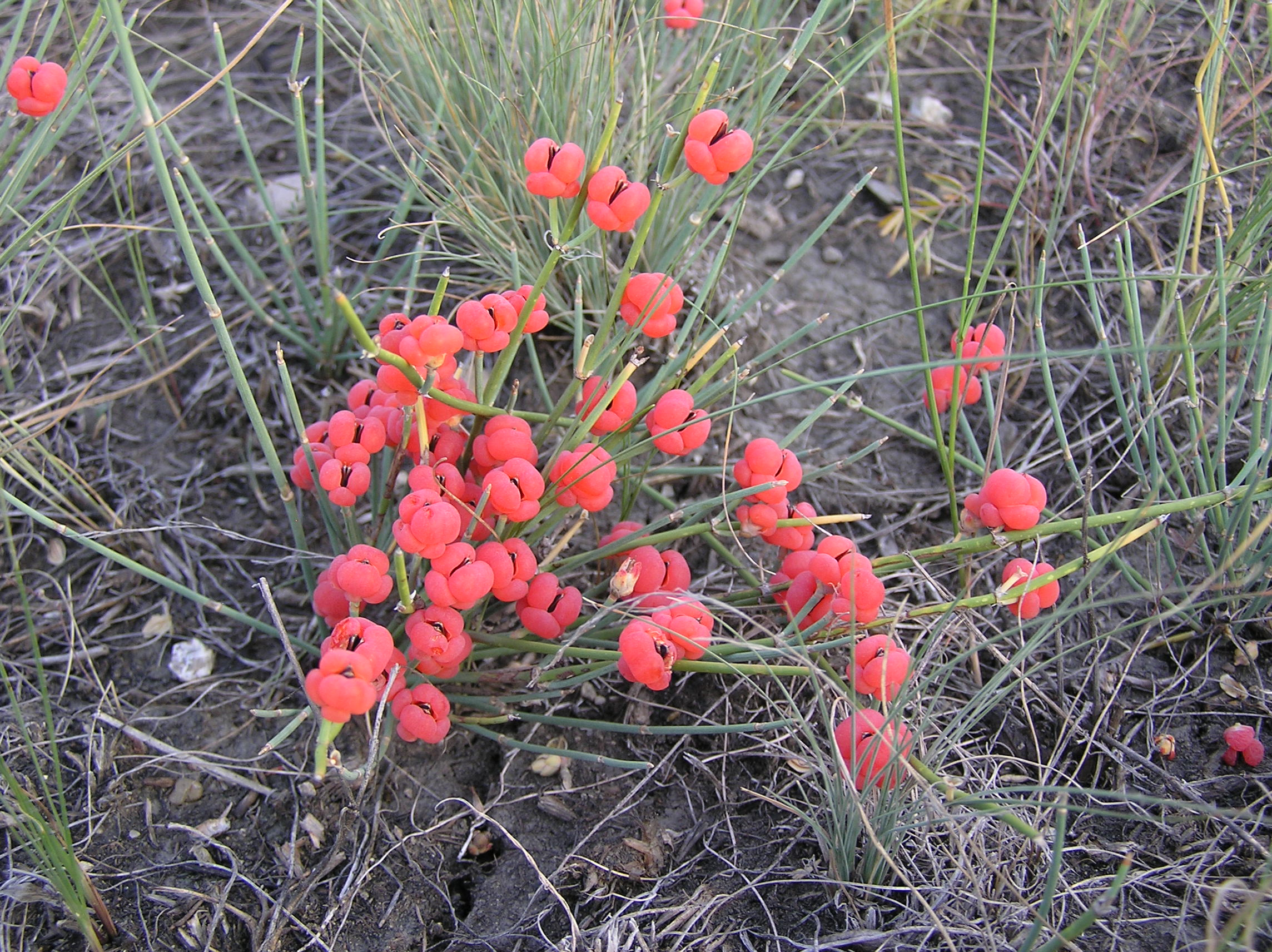
Ephedra distachya

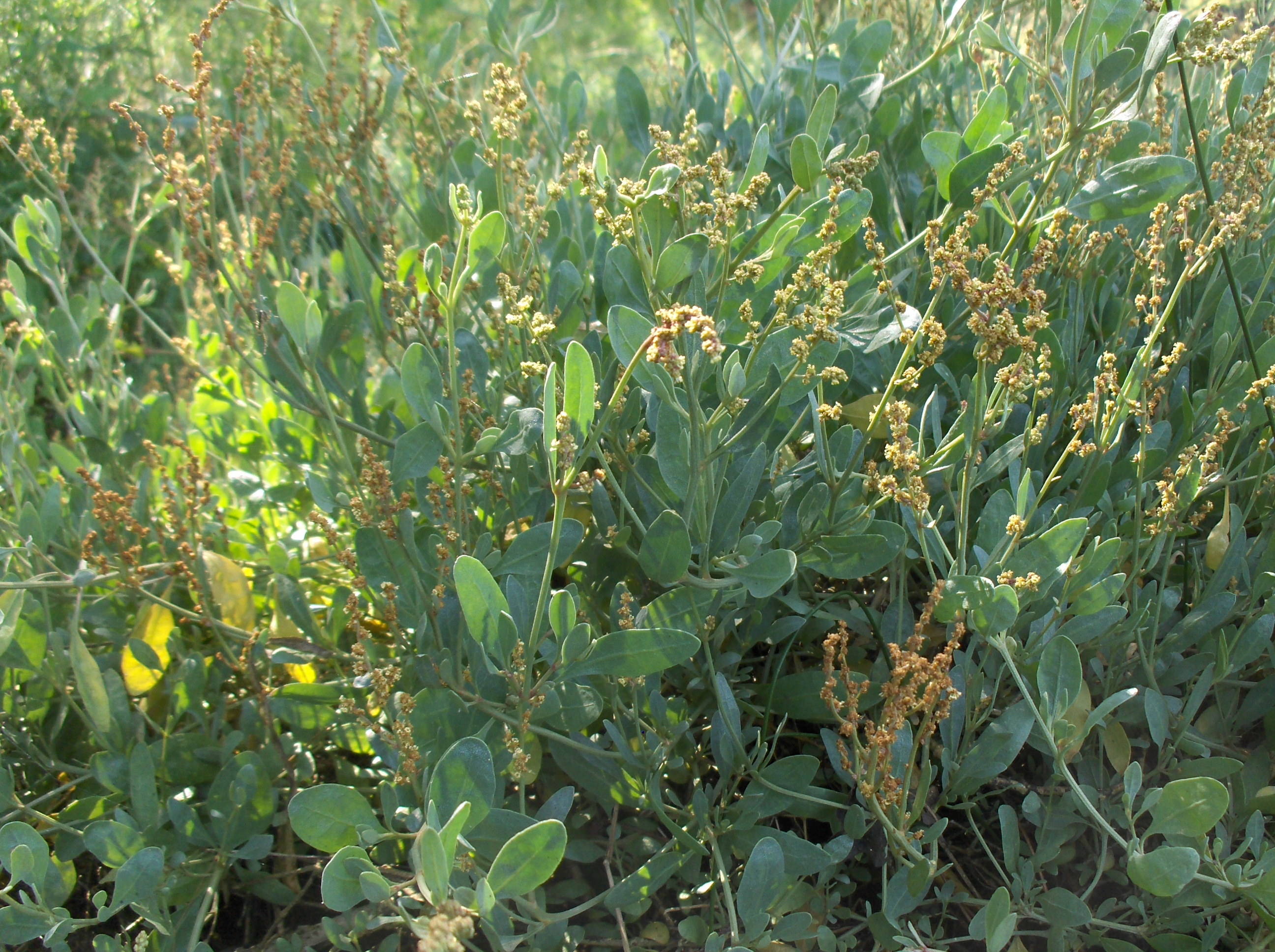
Atriplex portulacoides

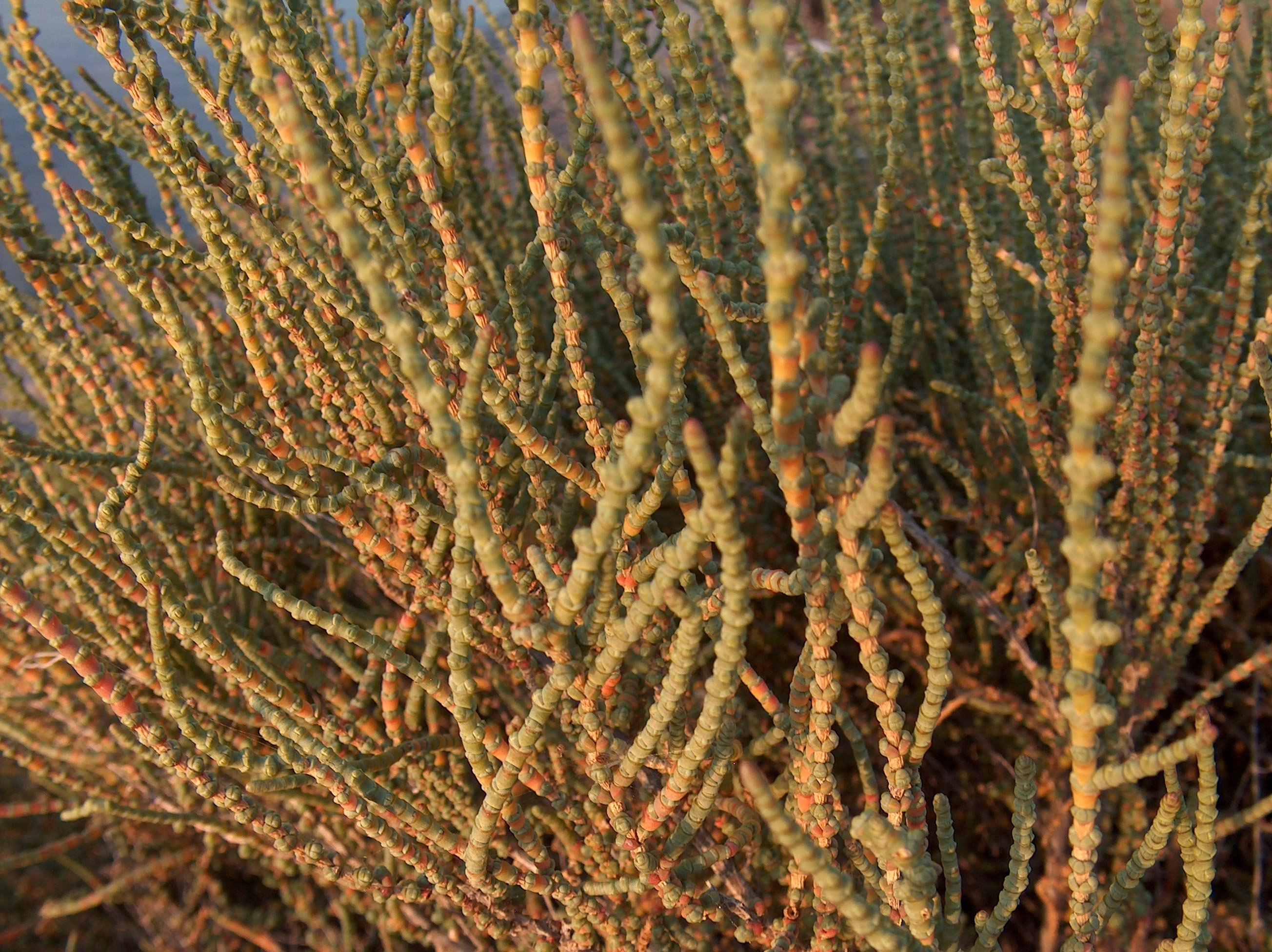
Halocnemum strobilaceum

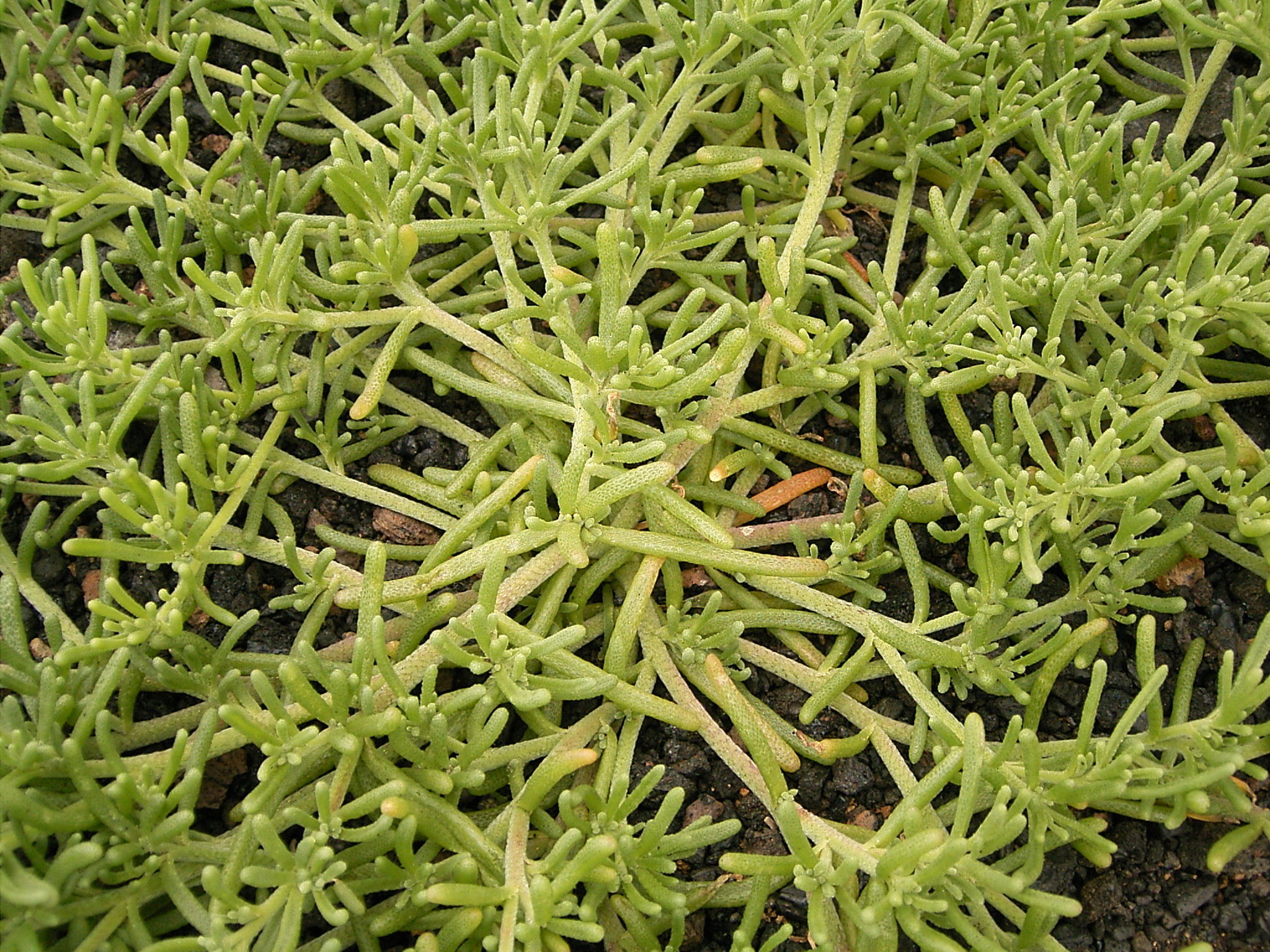
Mesambryanthemum nodiflorum

Localizzazione geografica dell'Oblast' di Mosca in Russia, locus typicus della specie secondo Tauscher (1806)

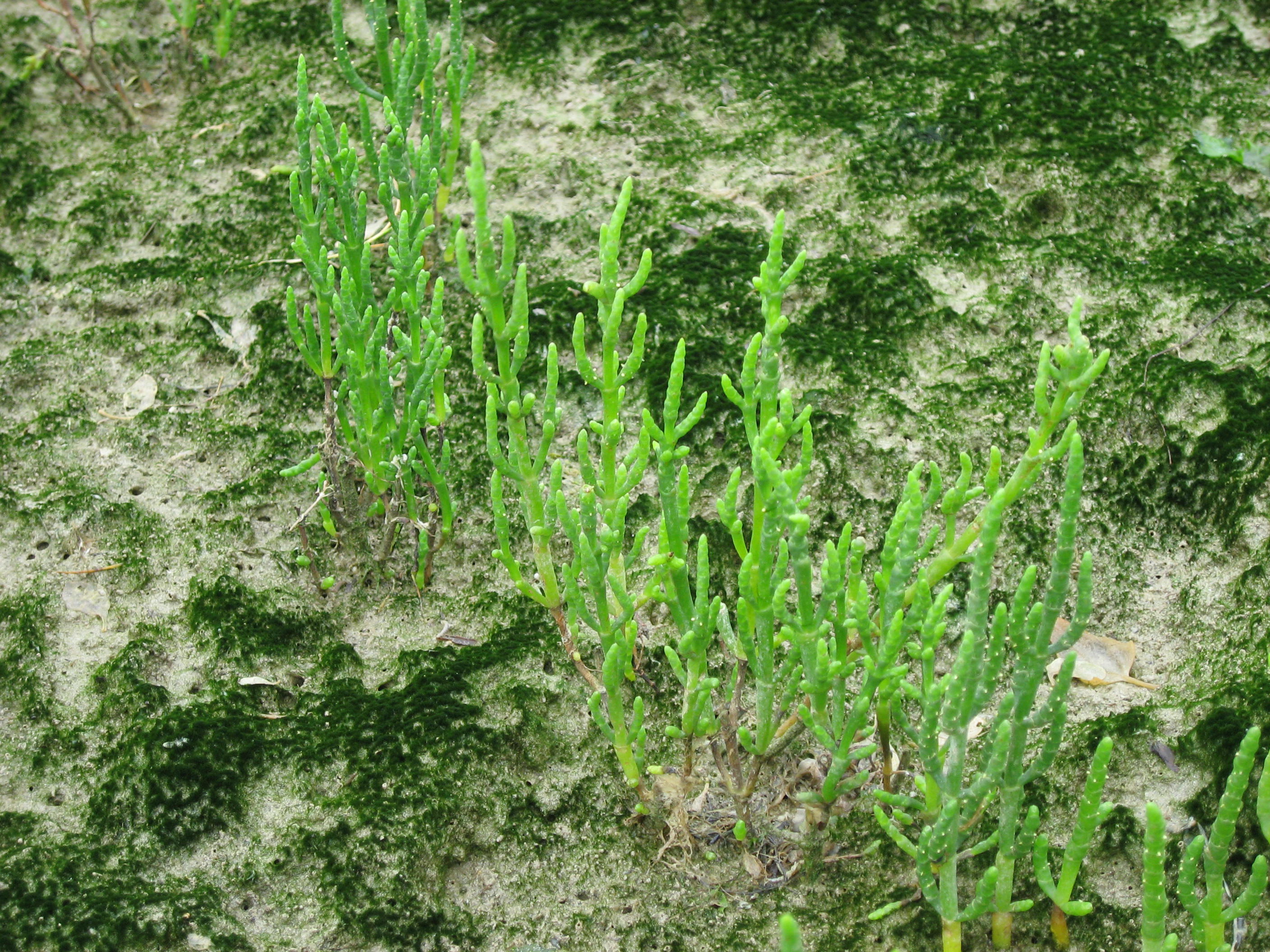
Salicornia europaea

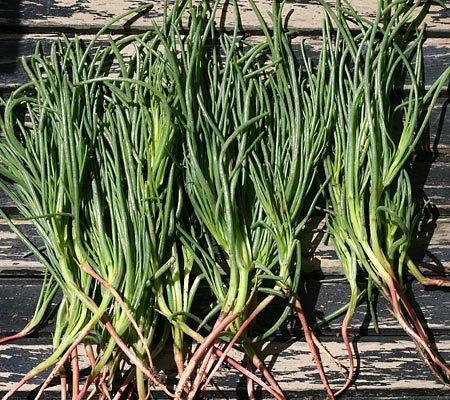
Salsola soda

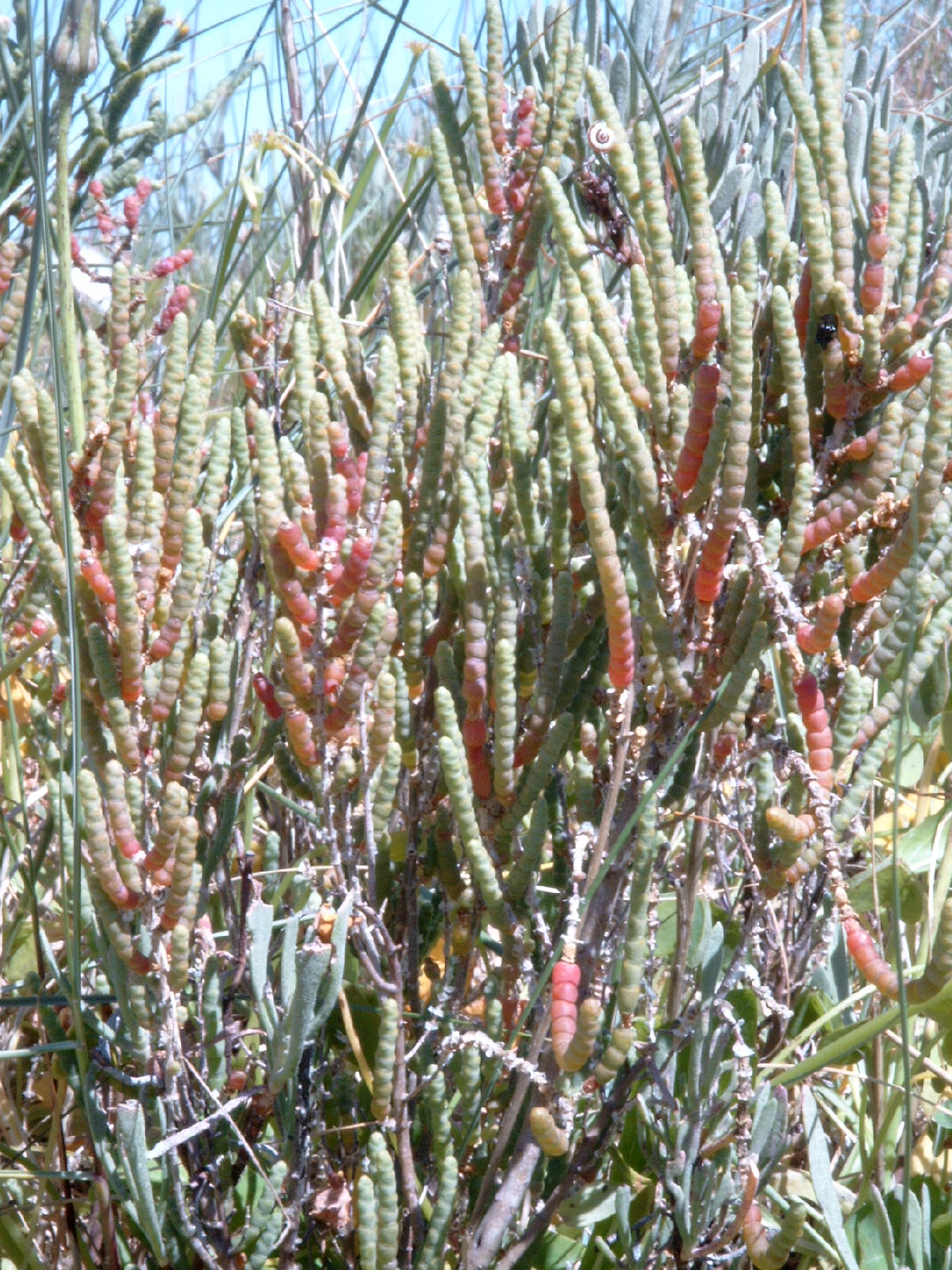
Sarcocornia perennis

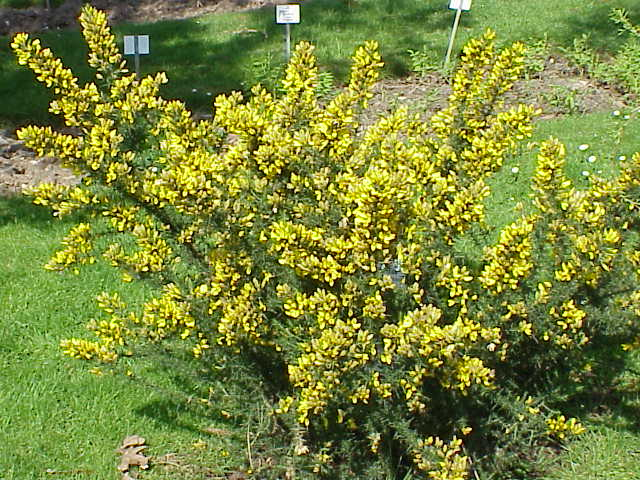
Ulex europaeus

La crisalide è giallastra, adectica ed obtecta; si mostra parzialmente ricoperta dai peli vestigiali della fase larvale; si rinviene all'interno di un bozzolo sericeo marroncino chiaro, spesso adeso alla pianta nutrice o disposto al riparo di una pietra. Il bozzolo può misurare 14–15 mm nel maschio e oltre 20 mm nella femmina.

## Biologia

### Periodo di volo
La specie è multivoltina, con adulti che sfarfallano da giugno a luglio in Spagna e da giugno a ottobre con due o tre generazioni in Marocco.

La sottospecie siciliana arcerii (Ragusa, 1923) sfarfalla da maggio fino a novembre inoltrato.

### Alimentazione
Gli adulti non si alimentano, conformemente a quanto si osserva nelle Lymantriinae.
I bruchi si alimentano delle foglie di un gran numero di piante ospiti, tra cui:
- Arthrocnemum macrostachyum (Moric.) K. Koch (Chenopodiaceae o Amaranthaceae)
- Ephedra distachya L. (Ephedraceae)
- Genista spp. L. (Fabaceae)
- Atriplex portulacoides L. (Chenopodiaceae)
- Halocnemum strobilaceum (Pallas) Bieb. (Chenopodiaceae)
- Mesembryanthemum nodiflorum L. (Aizoaceae)
- Polygonum spp. L. (Polygonaceae)
- Rumex spp. L. (Polygonaceae)
- Salicornia europaea L. (Chenopodiaceae)
- Salsola verticillata Schousb. (Chenopodiaceae)
- Salsola soda L. (Chenopodiaceae)
- Sarcocornia fruticosa (L.) A. J. Scott (Chenopodiaceae)
- Sarcocornia perennis (Mill.) A.J.Scott (Chenopodiaceae)
- Suaeda vera Forssk. ex J. F. Gmel. (Chenopodiaceae)
- Tamarix spp. L. (Tamaricaceae)
- Trifolium spp. L. (Fabaceae)
- Ulex europaeus L. (Fabaceae)

### Riproduzione
La femmina non esce mai dal bozzolo, e questo obbliga il maschio, che probabilmente viene richiamato da feromoni, a perforare il bozzolo stesso per penetrarvi all'interno, ed effettuare l'accoppiamento. In seguito, la femmina depone da 50 a 200 uova (sempre all'interno del bozzolo, a differenza di quanto si osserva in Orgyia antiqua) e poi muore.

### Parassitismo
Va segnalato che solo pochissime uova di Orgyia dubia giungono fino allo stadio immaginale, dal momento che il parassitismo effettuato da parte delle femmine di alcuni imenotteri e ditteri (sia sulle uova, sia sui bruchi, come si osserva in altre Lymantriinae) conduce alla morte fino al 90% degli esemplari. Tra le specie imputabili di parassitismo citiamo gli icneumonidi Agrothereutes tunetanus (Habermehl, 1925) e Cryptus amoenus Gravenhorst, 1829,  oltre ai tachinidi Exorista segregata (Rondani, 1859) e Pales pavida (Meigen, 1824).

## Distribuzione e habitat
La specie è rinvenibile all'interno di un areale relitto, interamente compreso nell'ecozona paleartica; esso comprende il Portogallo, la Spagna, la Sicilia (locus typicus della sottospecie O. d. arcerii), la Macedonia del Nord, la Moldavia, la Turchia (locus typicus di O. d. turcica), l'Ucraina, la Russia occidentale e meridionale (locus typicus di O. d. dubia), la Mauritania, il Marocco, l'Algeria (locus typicus di O. d. algirica), la Tunisia, la Libia, l'Egitto, Cipro, il Libano, Israele, la Palestina, la Siria, la Giordania, l'Armenia, l'Azerbaigian, il Turkmenistan, l'Iran, l'Afghanistan, l'Uzbekistan (incerto), il Kazakistan ed il Kirghizistan, fin quasi ai confini con la Cina.
L'habitat è rappresentato da prati, zone boschive aperte o macchie in cui siano presenti le piante basse di cui si ciba la specie.

## Tassonomia
L'assetto sistematico della specie non è ancora del tutto chiaro, anche a causa della grande variabilità fenotipica che dimostra, ed in futuro saranno necessari studi genetici per dirimere eventuali questioni aperte. La congenere filogeneticamente più affine a O. dubia potrebbe essere O. josephina (Austaut, 1880), una specie invernale alofila presente in Marocco ed Algeria.

### Sinonimi
Sono stati riportati ventuno sinonimi.
- Bombyx dubia Tauscher, 1806 - Mém. Soc. Nat. Moscou 1: 176 - Locus typicus: Russia, Oblast' di Mosca[1] (sinonimo omotipico, basionimo)
- Bombyx seleniaca Fischer de Waldheim, 1824 - Entom. Imp. ross. 2: 249[17] (sinonimo eterotipico)
- Clethrogyna dubia (Tauscher, 1806) Mém. Soc. Nat. Moscou 1: 176 - Locus typicus: Russia, Oblast' di Mosca[1] (sinonimo omotipico)
- Notolophus deserticola Swinhoe, 1923 - Ann. Mag. Nat. Hist. (9) 11(64): 418 - Locus typicus: Algeria, Kebala[18] (sinonimo eterotipico)
- Notolophus dubia Swinhoe, 1923 - Ann. Mag. Nat. Hist. (9) 11(64): 222 (422) - Locus typicus: Russia meridionale, Algeria, Armenia, Transcaspia, Karakum, Tien Shan[18] (sinonimo eterotipico)
- Notolophus isolatella Swinhoe, 1923 - Ann. Mag. Nat. Hist. (9) 11 (64): 419 - Locus typicus: Batna, Mauretania, Blida le Glacières[18] (sinonimo eterotipico)
- Notolophus judaea Swinhoe, 1923 - Ann. Mag. Nat. Hist. (9) 11 (64): 417 - Locus typicus: Palestina, Egitto, Mauretania, Spagna, Sicilia, Asia Minore, Armenia, Siria, Turkestan, Sarepta (Libano), Algeria[18] (sinonimo eterotipico)
- Notolophus orana Swinhoe, 1923 - Ann. Mag. Nat. Hist. (9) 11 (64): 419 - Locus typicus: Algeria, Djebel Amour, Sebdou[18] (sinonimo eterotipico)
- Notolophus transcaspica Swinhoe, 1923 - Ann. Mag. Nat. Hist. (9) 11(64): 418 - Locus typicus: Algeria[18] (sinonimo eterotipico)
- Notolophus umbripennis Swinhoe, 1923 - Ann. Mag. Nat. Hist. (9) 11(64): 418 - Locus typicus: Batna, Provincia di Costantina[18] (sinonimo eterotipico)
- Orgyia dubia ab. umbripennis Strand, 1910 - In Seitz, Gross-Schmett. Erde 2: 119 - Locus typicus: non indicato[19] (sinonimo eterotipico)
- Orgyia dubia f. intermedia Turati, 1936 - Atti Soc. Ital. Sci. Nat. 65: 25-83, tav. 1, figg. 44[20] (sinonimo eterotipico)
- Orgyia dubia f. isolatella Strand, 1910 - In Seitz, Gross-Schmett. Erde 2: 119 - Locus typicus: Algeria[19] (sinonimo eterotipico)
- Orgyia dubia var. transcaspia Krulikovsky, 1906 - Soc. Ent. 21(7): 50 - Locus typicus: Turkmenistan, Aşgabat[21] (sinonimo eterotipico)
- Orgyia dubia deserticola Powell, 1916 - In Oberthür, Etud. Lep. Comp. 12: 266 - Locus typicus: Algeria, Tadjmout e Kebala[22] (sinonimo eterotipico)
- Orgyia dubia interrupta Grum-Grshimailo, 1890 - in Romanoff, Mém. Lép. 4: 555 - Locus typicus: Karakum[23] (sinonimo eterotipico)
- Orgyia dubia orana Powell, 1916 - In Oberthür, Etud. Lep. Comp. 12: 265 - Locus typicus: Algeria, Djebel Amour e Sebdou[22] (sinonimo eterotipico)
- Orgyia judaea Staudinger, 1901 - In Staudinger & Rebel, Cat. Lep. palaearct. Faunengeb. 1: 114[24] (sinonimo eterotipico)
- Orgyia obliterella Strand, 1910 - In Seitz, Gross-Schmett. Erde 2: 119 - Locus typicus: non indicato[19] (sinonimo eterotipico)
- Orgyia splendida var. aurea Oberthür, 1922 - Étud. Lépid. Comp. 19: 201, tav. 534, figg. 4443-4444 - Locus typicus: Medio Atlante[25] (sinonimo eterotipico)
- Teia dubia (Tauscher, 1806) - Mém. Soc. Nat. Moscou 1: 176 - Locus typicus: Russia, Oblast' di Mosca[1] (sinonimo omotipico)

### Sottospecie
Sono state distinte cinque sottospecie:
- Orgyia dubia dubia (Tauscher, 1806) - Mém. Soc. Nat. Moscou 1: 176 - Locus typicus: Russia, Oblast' di Mosca[1]. Diffusa tra Europa orientale, Armenia e Asia centrale; mostra ali anteriori con parti nere dominanti sullo sfondo bianco, tanto da giungere, in alcuni esemplari, quasi a fondersi in un unico disegno scuro.[2]
- Orgyia dubia algirica (Lucas, 1849) - Explor. Scient. d'Algérie. Zool. 3: 376, tav. 3, f. 6 - Locus typicus: Algeria[27] - Diffusa anche in Mauritania, Marocco, Tunisia, Libia, Egitto e Palestina; ala anteriore con colorazione di fondo biancastra e linee nere più sottili e frammentate rispetto alla sottospecie nominale.[2]

= Trichosoma algiricum Lucas, 1849 - Explor. Scient. d'Algérie, Zool. 3: 376, pl. 3, f. 6 - Locus typicus: Algeria
= Notolophus algirica Swinhoe, 1923 - Ann. Mag. Nat. Hist. (9) 11(64): 418 - Locus typicus: Algeria (Orano), Mauretania
- Orgyia dubia arcerii Ragusa, 1923 - Boll. Soc. Entomol. Ital. 55(2): 19 - Locus typicus: Saline di Trapani[14] - Endemismo siciliano, presente anche nelle Isole dello Stagnone di Marsala; ala anteriore bianco-giallastra, con tre bande nere, di cui le due più interne appaiono collegate a livello del margine interno; macchia discale ben distinta e reniforme.[5][10]

= Orgyia splendida arcerii Ragusa, 1923 - Boll. Soc. Entomol. Ital. 55(2): 19 - Locus typicus: Saline di Trapani
- Orgyia dubia splendida (Rambur, 1842) - Faune ent. Andal. 2(1): tav. 15, figg. 2-6 - Locus typicus: non indicato[28] - Secondo alcuni autori da considerarsi specie a sé stante;[3][4] diffusa in Spagna e Marocco; ala anteriore con colorazione di fondo gialla (come la posteriore) e linee marroni più sottili ma continuate rispetto alla sottospecie nominale.[2]

= Notolophus splendida Swinhoe, 1923 - Ann. Mag. Nat. Hist. (9) 11(64): 418 - Locus typicus: Spagna, Algeria, Andalusia (sic)
- Orgyia dubia turcica Lederer, 1853 - Verh. zool.-bot. Ver. Wien 2 (Abh.): 117 - Locus typicus: Tokat e Amasya[29] - Diffusa in Turchia, Cipro, Libano, Israele, Palestina, Siria, Giordania e Iran; in passato considerata una variante di O. d. splendida, presenta ala anteriore gialla, con linee scure molto sottili su entrambe le ali.[2]

= Notolophus judaea Swinhoe, 1923 - Ann. Mag. Nat. Hist. (9) 11 (64): 417 - Locus typicus: Palestina, Egitto, Mauretania, Spagna, Sicilia, Asia Minore, Armenia, Siria, Turkestan, Sarepta (Libano), Algeria
= Teia dubia turcica de Freina, 1999 - Atalanta 30(1/4): 222
Va segnalato che il fenotipo di O. d. arcerii sembra subire una discreta variabilità da una generazione all'altra, ma nell'insieme si può affermare che la maggiore affinità filogenetica si riscontra nei confronti della sottospecie O. d. algirica e di Orgyia josephina.. Su diverse pubblicazioni viene riportata col nome Teia dubia arcerii Ragusa, 1923, ma l'attribuzione generica appare impropria, in quanto la specie tipo del genere Teia (ossia l'australiana Teia anartoides Walker, 1862) appare anatomicamente distinta dalle specie europee di Orgyia.

## Conservazione
Vale la pena qui di spendere alcune parole per la sottospecie O. d. arcerii. Si tratta infatti di un delicatissimo endemismo alofilo, presente in una piccola porzione della provincia di Trapani (Sicilia occidentale), la cui persistenza è strettamente legata alla conservazione di un particolare ambiente litoraneo, rappresentato dalle saline di Trapani e Marsala, ove si sviluppa il salicornieto necessario per il sostentamento della falena. L'areale del taxon, situato attualmente a ridosso dell'agglomerato urbano della città capoluogo (circa 100.000 abitanti), fa sì che sia ormai possibile scorgere questo raro lepidottero unicamente all'interno delle zone sottoposte a vincolo di protezione, e pone pertanto una seria ipoteca sulla futura conservazione di questo endemismo, anche in considerazione del fatto che la femmina ha scarsissime capacità di movimento verso ambienti più favorevoli.